# Pinamungajan
Pinamungajan (cũng viết Pinamungahan) là một đô thị hạng 3 của tỉnh Cebu, Philippines. Theo điều tra dân số năm 2007, đô thị này có dân số 54.859 người.
Đô thị này được thành lập năm 1815 dưới thời thuộc địa Tây Ban Nha.

## Các đơn vị dân cư
Pinamungajan được chia thành các đơn vị hành chính gồm 26 khu dân cư (khu phố) (barangay).
| - Anislag - Anopog - Binabag - Buhingtubig - Busay - Butong - Cabiangon - Camugao - Duangan - Guimbawian - Lamac - Lut-od - Mangoto | - Opao - Pandacan - Poblacion - Punod - Rizal - Sacsac - Sambagon - Sibago - Tajao - Tangub - Tanibag - Tupas - Tutay |